# Synagoga Moszka Kona w Łodzi
Synagoga Moszka Kona w Łodzi – prywatny dom modlitwy znajdujący się w Łodzi przy ulicy Piotrkowskiej 117.
Synagoga została założona w 1900 roku z inicjatywy Moszka Kona. Mogła ona pomieścić 15 osób. Podczas II wojny światowej hitlerowcy zdewastowali synagogę.  